# Олимпийски стадион (Барселона)
Естади Олимпик Луис Компанис  е стадион в испанския град Барселона, провинция Каталуния. Построен е през 1929 г. за Международното изложение в Барселона. Обновен е през 1989 г., за да бъде главен стадион на Летните олимпийски игри през 1992. Съоръжението има капацитет от 55 926 места и се намира в югозападната част на града. През 2001 стадионът е прекръстен в чест на бившия президент на Каталуния Луис Компанис, който е екзекутиран на близкия замък Монтюик през 1940 г. от Режима на Франко.

## История
Стадионът е трябвало да приеме Народната олимпиада през 1936, протестно събитие срещу Летните олимпийски игри 1936 в Берлин. Събитието обаче бива отменено заради избухването на Гражданската война в Испания. През петдесетте, стадионът е център на Средиземноморските игри през 1955, а през 1957 г. приема единствения финал за Купата на Краля между двата местни отбора ФК Барселона и Еспаньол.
Заради домакинството на Барселона на Летните олимпийски игри през 1992, стадионът е обновен. Запазва се единствено оригиналната фасада и са изградени нови трибуни. През 1989 г. стадионът е открит отново на Световното по лека атлетика, а три години по-късно той приема церемониите по откриване и закриване на турнира по лека атлетика на Олимпийските игри. Еспаньол играе домакинските си мачове на този стадион от 1997 до 2009. Сезон 2008/09 е последният на съоръжението в Ла Лига. След това Еспаньол се местят на новопостроения Корнея-Ел Прат.
|  | Тази страница частично или изцяло представлява превод на страницата Estadi Olímpic Lluís Companys в Уикипедия на английски. Оригиналният текст, както и този превод, са защитени от Лиценза „Криейтив Комънс – Признание – Споделяне на споделеното“, а за съдържание, създадено преди юни 2009 година – от Лиценза за свободна документация на ГНУ. Прегледайте историята на редакциите на оригиналната страница, както и на преводната страница, за да видите списъка на съавторите. ВАЖНО: Този шаблон се отнася единствено до авторските права върху съдържанието на статията. Добавянето му не отменя изискването да се посочват конкретни източници на твърденията, които да бъдат благонадеждни. |